# Co-operative Party
Die Co-operative Party ist eine Mitte-Links-Partei im Vereinigten Königreich, die genossenschaftliche Grundsätze vertritt und unterstützt. Sie agiert als Schwesterpartei von Labour. Bei Wahlen tritt die Partei unter der Bezeichnung „Labour and Co-operative Party“ an.

## Geschichte und Grundsätze
Der Partei wurde 1917 aus den Reihen der britischen Genossenschaftsbewegung heraus gegründet, um direkten politischen Einfluss geltend zu machen. In den 1930er Jahren begann sie, ihr Programm über den Genossenschaftsgedanken hinaus auszuweiten.
Die Co-operative Party fordert die Unterstützung genossenschaftlich organisierter Unternehmen und die Ausrichtung der Wirtschaft insgesamt nach sozialen Kriterien. Die Partei setzt sich für eine Stärkung des Genossenschaftsgedankens in Europa und den Entwicklungs- und Schwellenländern ein. Nachhaltige Entwicklung müsse das Ziel sowohl des Einzelnen wie der Wirtschaft insgesamt sein. Schwerpunkte des letzten Wahlprogramms waren außerdem bezahlbares Wohnen, gute Schulen, ÖPNV und Gesundheitsversorgung (NHS).
Seit 1927 trifft die Partei Wahlabsprachen mit der Labour Party. Doppelmitgliedschaften in diesen Parteien sind möglich, Mitgliedschaften in anderen politischen Parteien jedoch nicht. Eine Mitgliedschaft in der Co-operative Party setzt immer voraus, Mitglied in einer Genossenschaft zu sein.
Seit 2019 verwendet die Co-operative Party das genossenschaftliche Symbol der egalitären und ‚arbeitsamen‘ Biene als Logo. Zwischen 2019 und 2022 verzeichnete die Partei das größte Mitgliederwachstum aller britischen Parteien.
Als Ziel gab die Parteispitze 2024 die Verdoppelung der Größe des genossenschaftlichen Sektors aus. Zudem sollten Genossenschaften zu einem Grundpfeiler der britischen Wirtschaft werden.

## Parlamentsabgeordnete

### House of Commons
26 Abgeordnete im House of Commons zählen zur Gruppe der Labour and Co-operative Party (Stand nach Britischer Unterhauswahl 2024):
| Abgeordneter      | Wahlkreis                        |
| ----------------- | -------------------------------- |
| Jack Abbott       | Ipswich                          |
| Douglas Alexander | Lothian East                     |
| Rachel Blake      | Cities of London and Westminster |
| Stella Creasy     | Walthamstow                      |
| Kate Dearden      | Halifax                          |
| Anneliese Dodds   | Oxford East                      |
| Helena Dollimore  | Hastings and Rye                 |
| Stephen Doughty   | Cardiff South and Penarth        |
| Florence Eshalomi | Vauxhall and Camberwell Green    |
| Chris Evans       | Caerphilly                       |
| Miatta Fahnbulleh | Peckham                          |
| Emma Foody        | Cramlington and Killingworth     |
| Preet Gill        | Birmingham Edgbaston             |
| Andrew Gwynne     | Gorton and Denton                |
| Sarah Hall        | Warrington South                 |
| Mark Hendrick     | Preston                          |
| Meg Hillier       | Hackney South and Shoreditch     |
| Sally Jameson     | Doncaster Central                |
| Jayne Kirkham     | Truro and Falmouth               |
| Simon Lightwood   | Wakefield and Rothwell           |
| Alice Macdonald   | Norwich North                    |
| Seema Malhotra    | Feltham and Heston               |
| Rachael Maskell   | York Central                     |
| Jim McMahon       | Oldham West                      |
| Kirsty McNeill    | Midlothian                       |
| James Murray      | Ealing North                     |
| Alex Norris       | Nottingham North and Kimberley   |
| Kate Osamor       | Edmonton and Winchmore Hill      |
| Andrew Pakes      | Peterborough                     |
| Jo Platt          | Leigh and Atherton               |
| Luke Pollard      | Plymouth Sutton and Devonport    |
| Lucy Powell       | Manchester Central               |
| Steve Reed        | Streatham and Croydon North      |
| Jonathan Reynolds | Stalybridge and Hyde             |
| Oliver Ryan       | Burnley                          |
| Baggy Shanker     | Derby South                      |
| Gareth Snell      | Stoke-on-Trent Central           |
| Alex Sobel        | Leeds Central and Headingley     |
| Kirsteen Sullivan | Bathgate and Linlithgow          |
| Gareth Thomas     | Harrow West                      |
| Anna Turley       | Redcar                           |
| Chris Vince       | Harlow                           |
| Paul Waugh        | Rochdale                         |

### House of Lords
Im House of Lords sitzen 13 Mitglieder der Co-operative Party (Mai 2020):
- Lord Bassam of Brighton
- Lord Foulkes of Cumnock
- Baroness Hayter of Kentish Town
- Lord Hunt of Kings Heath
- Lord Kennedy of Southwark
- Lord Knight of Weymouth
- Lord McAvoy
- Lord Monks of Blackley
- Baroness Royall of Blaisdon
- Baroness Smith of Basildon
- Baroness Thornton
- Lord Tomlinson
- Lord Touhig

Lord McFall of Alcluith sitzt derzeit, nach seiner Ernennung zum Senior Deputy Speaker, als unabhängiger Peer.

### London Assembly
In der London Assembly hält die Co-operative Party 7 Sitze:
- Jennette Arnold
- Leonie Cooper
- Andrew Dismore
- Len Duvall
- Florence Eshalomi
- Nicky Gavron
- Joanne McCartney

### Schottisches Parlament
Es gibt sechs Co-operative Party Mitglieder im Schottischen Parlament:
- Claudia Beamish (South Scotland)
- Neil Bibby (West Scotland)
- Rhoda Grant (Highlands and Islands)
- James Kelly (Wahlkreis Rutherglen)
- Johann Lamont (Wahlkreis Glasgow Pollock)
- David Stewart (Highlands and Islands)

Ken Macintosh (West Scotland) ist derzeit, nach seiner Ernennung zum Vorsitzenden des Parlaments (Presiding Officer), unabhängig.

### Walisisches Parlament
Im Walisischen Parlament hält die Co-operative Party 11 Sitze:
- Mick Antoniw (Pontypridd)
- Alun Davies (Blaenau Gwent)
- Rebecca Evans (Gower)
- Vaughan Gething (Cardiff South and Penarth)
- John Griffiths (Newport East)
- Huw Irranca-Davies (Ogmore)
- Ann Jones (Vale of Clwyd)
- Jeremy Miles (Neath)
- Lynne Neagle (Torfaen)
- Rhianon Passmore (Islwyn)
- Lee Waters (Llanelli)